# Anna Burnet
Anna Burnet (Hammersmith, 27 de setembro de 1992) é uma velejadora britânica, medalhista olímpica.

## Carreira
Burnet participou dos Jogos Olímpicos de Verão de 2020 em Tóquio, onde participou da classe Nacra 17, conquistando a medalha de prata ao lado de John Gimson após finalizar a série de treze regatas com 45 pontos.